# Chrzest nad Sawicą

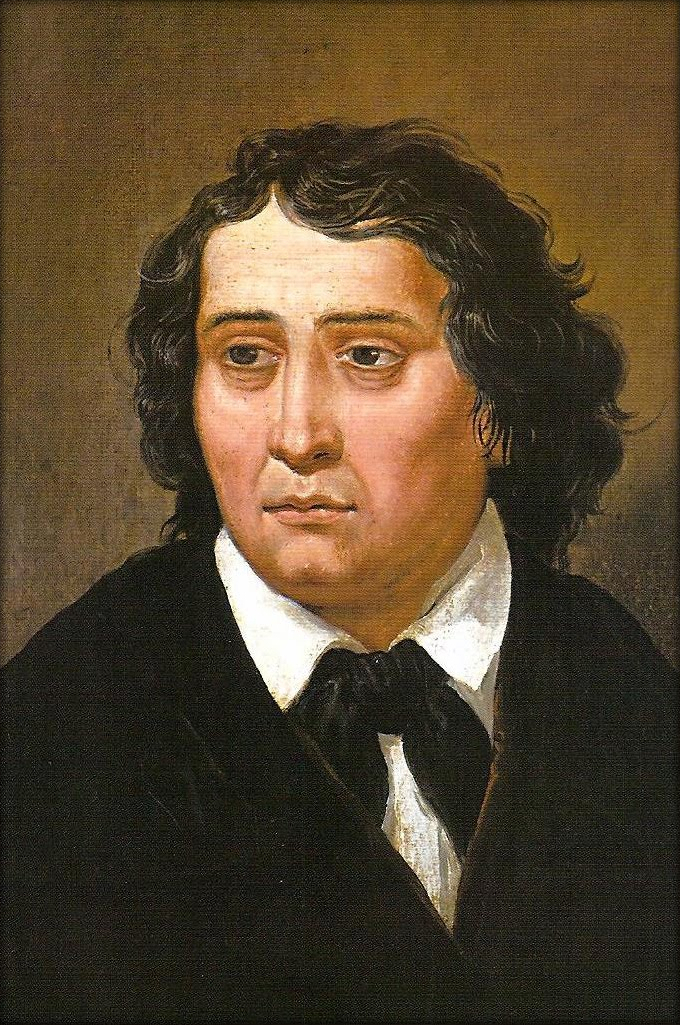
Franz Kurz zum Thurn und Goldenstein, Portret Francego Prešerena (1850)

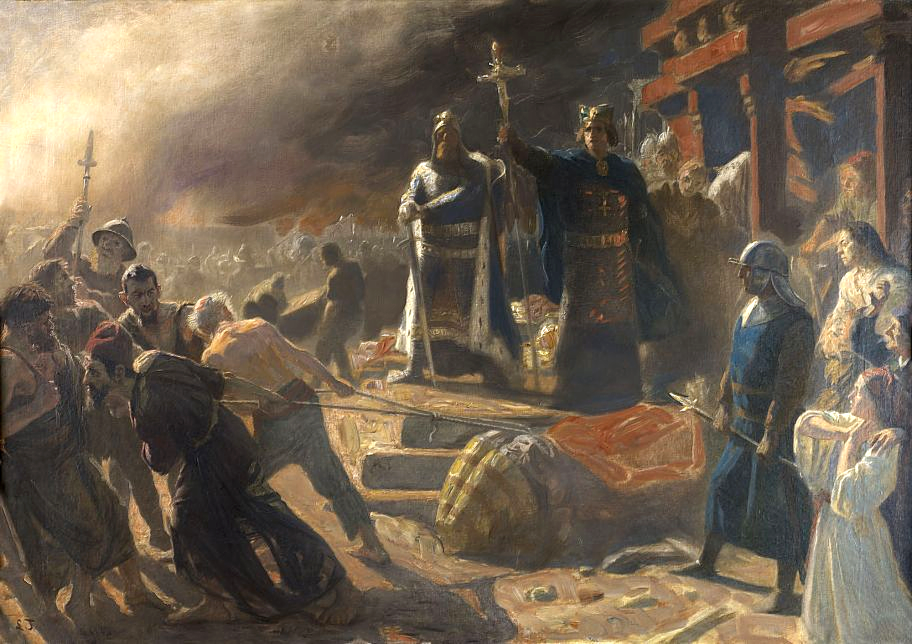
Chrystianizacja Słowian połabskich – Laurits Tuxen, Obalenie posągu Świętowita w Arkonie przez króla Waldemara i biskupa Absalona (około 1890)

Chrzest nad Sawicą (słoweń. Krst pri Savici) – poemat słoweńskiego romantycznego poety Francego Prešerena, opublikowany w 1836. Utwór pełni rolę słoweńskiego eposu narodowego.

## Forma
France Prešeren napisał Chrzest nad Sawicą jambicznym jedenastozgłoskowcem. Zasadnicza część poematu jest napisana oktawą, czyli strofą ośmiowersową pochodzenia włoskiego, rymowaną ABABABCC. Natomiast Wstęp jest napisany tercyną, czyli strofą trójwersową, która rymuje się ABA BCB CDC..., tworząc długi łańcuch zwrotek.
Mož in oblakov vojsko je obojno

končala temna noč, kar svetla zarja

zlatí z rumenmi žarki glavo trojno

snežnikov kranjskih sivga poglavarja,

Bohinjsko jezero stoji pokojno,

sledu ni več vunanjega viharja;

al somov vojska pod vodó ne mine,

in drugih roparjov v dnu globočine.

## Treść
Utwór opowiada o czasach przymusowej chrystianizacji przodków Słoweńców i utracie przez nich niepodległości. Bohaterem jest dowódca pogańskich Słowian Črtomir, który pokonany przez hufce chrześcijan udaje się nad jezioro Bohinj, aby w obliczu klęski odebrać sobie życie. Tam jednak spotyka swoją ukochaną, Bogomilę, która była kapłanką słowiańskiej bogini Żywi. Dowiaduje się, że przeszła ona na chrześcijaństwo. Za jej namową sam również przyjmuje chrzest.

## Przekład
Poemat Francego Prešerena przełożył na język polski z zachowaniem jego formy wersyfikacyjnej Marian Piechal. Jego przekład został zamieszczony w dwóch polskich edycjach poezji Prešerena i w Antologii poezji słoweńskiej.